# 拉维·哈吉
拉维·哈吉（生于1964年），加拿大作家和摄影师。哈吉曾在多本加拿大和美国的杂志刊登新闻作品和小说，如美国笔会杂志。他的第一部小说《德尼罗的游戏》（2006年）获得2008年国际IMPAC都柏林文学奖。